# Ель-Каб

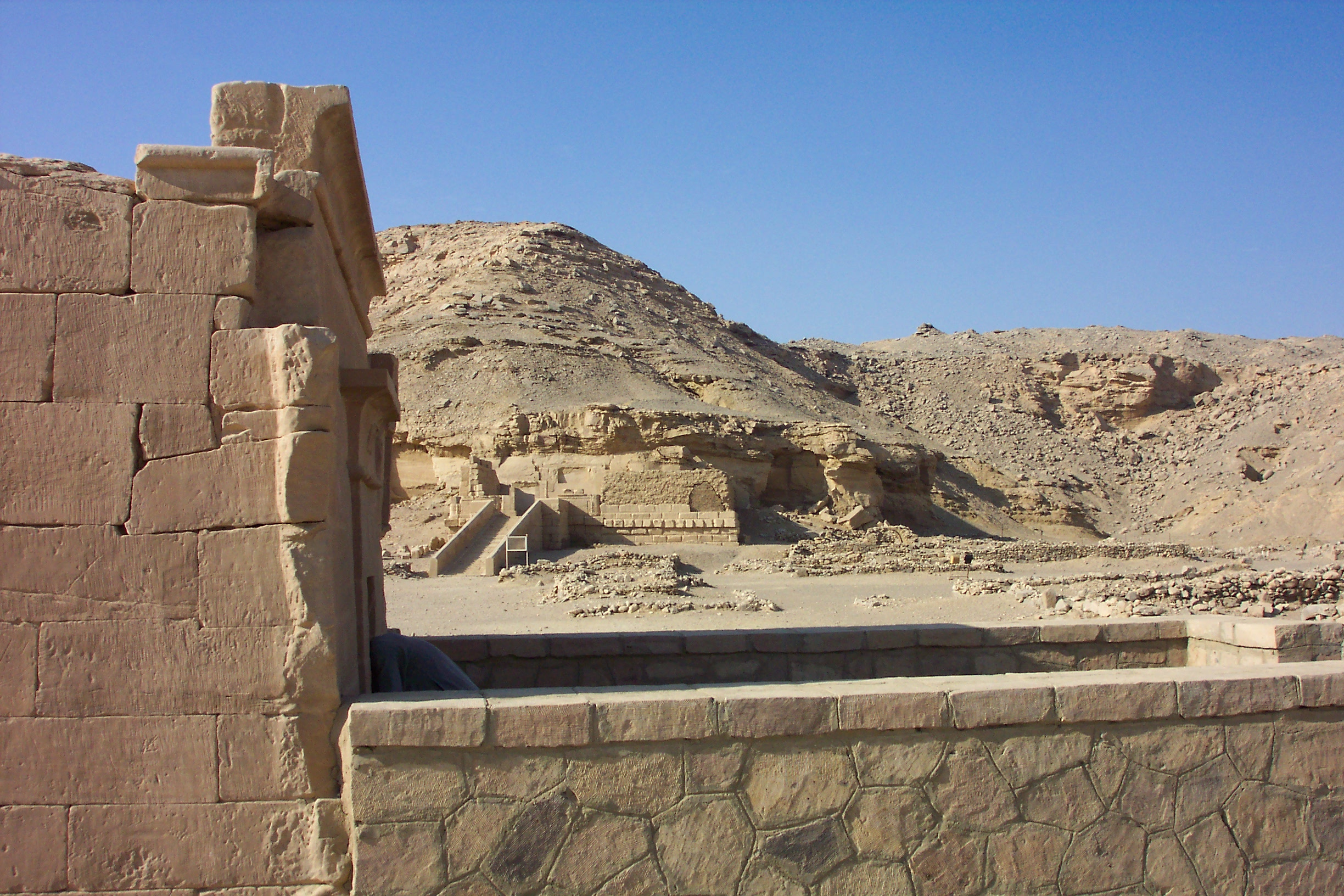
Храми в Ель-Кабі. На передньому плані — святилище Тота, збудоване Сетау, на задньому плані — скельний храм птолемеївських часів

Ель-Каб — давньоєгипетське місто на східному березі Нілу навпроти Ієраконполіса.

## Історія
Місто було культовим центром богині Нехбет.
В еліністичний період місто було перейменовано на Ілітіополь на честь богині Ілітії, дочки Зевса й Гери, покровительки пологів і породілля.
Місто залишалось важливим пунктом до арабського вторгнення у VIII столітті, коли його було майже цілковито зруйновано.
Нині можна бачити руїни міста (передусім стіни фараона Нектанеба I), храми, гробниці та графіті різних епох. До найвідоміших пам'яток належать гробниці сановників часів Нового царства: Пахері, Реніні, Сетау та Яхмоса сина Абани.

## Галерея

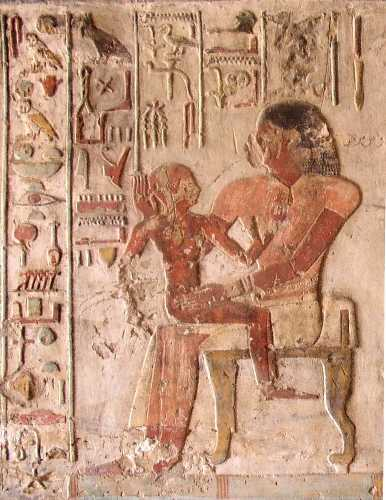
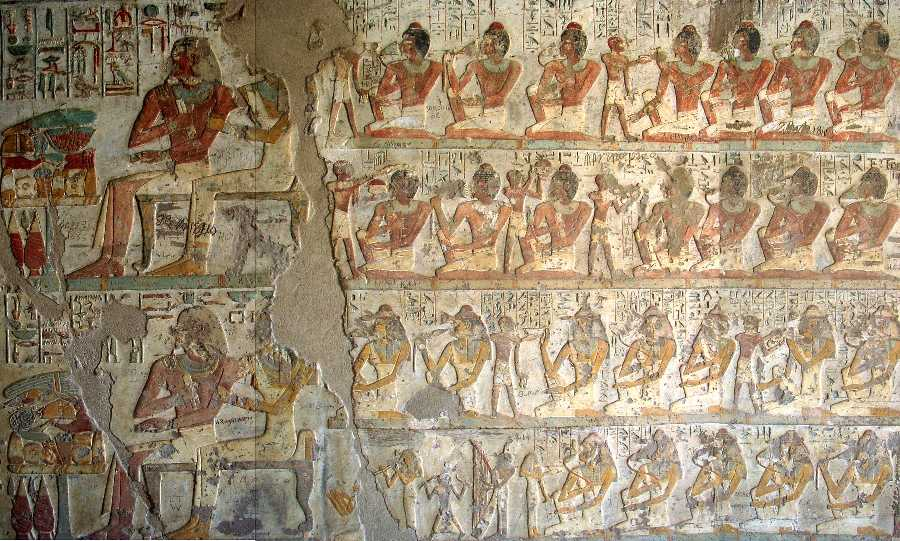
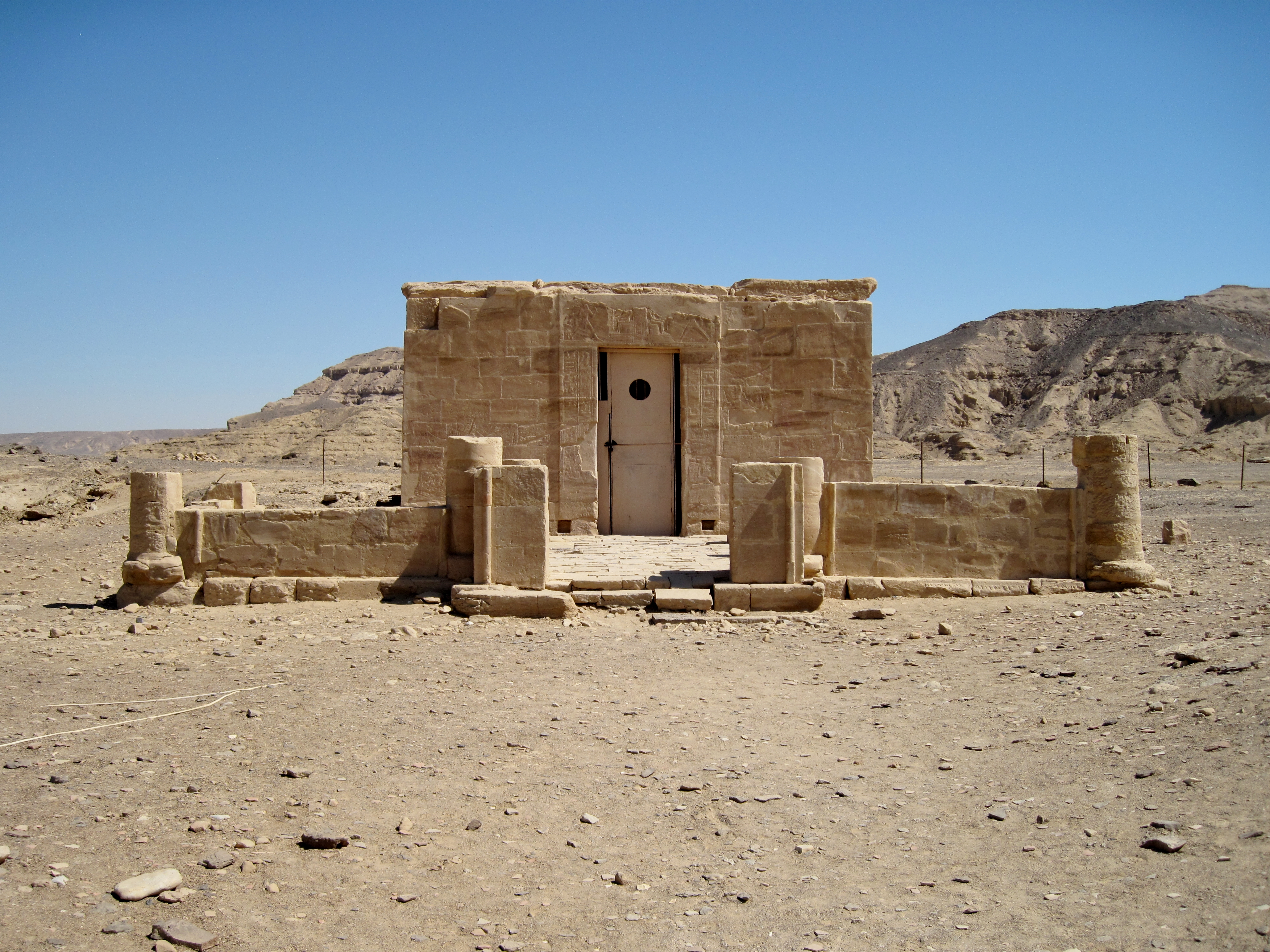
Храм Аменхотепа III
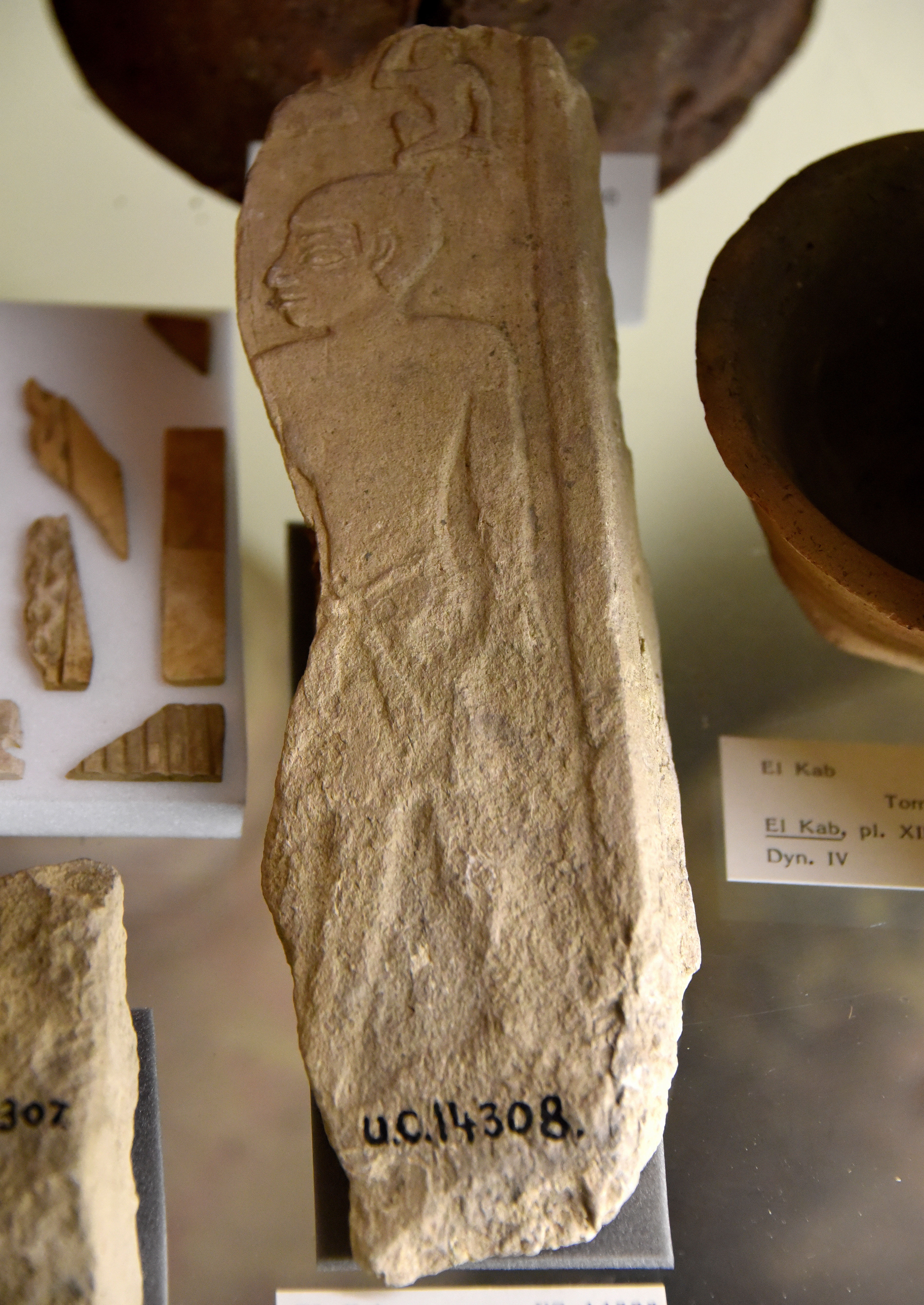